# Mormia
Mormia is een muggengeslacht uit de familie van de motmuggen (Psychodidae).

## Soorten
- M. acuminata (Strobl, 1901)
- M. albicornis (Tonnoir, 1919)
- M. alpina Wagner & Salamanna, 1983
- M. andrenipes (Strobl, 1910)
- M. apicealba (Tonnoir, 1922)
- M. austriaca Wagner, 1975
- M. banatica Vaillant, 1974
- M. bezzii Salamanna, 1983
- M. bryophila (Vaillant, 1960)
- M. caliginosa (Eaton, 1893)
- M. caspersi Wagner, 1977
- M. cornuta (Tonnoir, 1919)
- M. curvistylis (Krek, 1970)
- M. eatoni (Tonnoir, 1940)
- M. elongata Sara, 1953
- M. furva (Tonnoir, 1940)
- M. halophila (Vaillant, 1981)
- M. helvetica Vaillant, 1974
- M. ichnusae (Salamanna, 1982)
- M. incerta (Eaton, 1893)
- M. ivankae (Krek, 1985)
- M. josanicana Krek, 1972
- M. maderensis Wagner & Baez, 1993
- M. malickyi Vaillant, 1974

- M. niesiolowskii Wagner, 1985
- M. nigripennis Krek, 1971
- M. palposa (Tonnoir, 1919)
- M. petrovi (Jezek, 1985)
- M. proxima Krek, 1971
- M. pulcherrima Wagner, 1979
- M. revisenda (Eaton, 1893)
- M. sarai Wagner & Salamanna, 1983
- M. satchelli (Jung, 1963)
- M. silesiensis (Jezek, 1983)
- M. strobli (Jezek, 1986)
- M. tenebricosa Vaillant, 1954
- M. tenebrosa (Satchell, 1955)
- M. vaillanti Wagner, 1977
- M. villosa Krek, 1972